# Козлы (Оленинский район)
Козлы — деревня в Оленинском муниципальном округе Тверской области, до 2019 года входила в состав Мостовского сельского поселения.

## География
Деревня расположена в 16 км на северо-запад от посёлка Оленино.

## История
В конце XIX — начале XX века деревня Большие Кресты входила в состав Козинской волости Ржевского уезда Тверской губернии. В 1883 году в деревни было 14 дворов, промыслы: колесный, возка дров, сплав леса.
С 1929 года деревня входила в состав Рогалевского сельсовета Оленинского района Ржевского округа Московской области, с 1935 года — в составе Калининской области, с 1977 года — центр Козловского сельсовета, с 1994 года — центр Козловского сельского округа, с 2005 года — в составе Мостовского сельского поселения, с 2019 года — в составе Оленинского муниципального округа.

## Население
| 1859 | 1883 | 1920 | 1997 | 2002 | 2010 |
| ---- | ---- | ---- | ---- | ---- | ---- |
| 91   | ↗105 | ↗121 | ↗257 | ↘197 | ↗225 |

## Инфраструктура
В деревни имеются Рогалевская основная общеобразовательная школа, дом культуры, фельдшерско-акушерский пункт, отделение почтовой связи.